# راز درخت سنجد
راز درخت سنجد فیلمی به کارگردانی جلال مقدم و نویسندگی مسعود اسدالهی محصول سال ۱۳۵۰ است. مقدم در مصاحبه‌ای گفت که این فیلم را به سبک کمدی‌های فرانک کاپرا ساخته‌است. اما کاپرا تنها به گفتار تکیه نمی‌کرد. در حالی که راز درخت سنجد، یک فیلم کمدی گفتار است.

## خلاصه داستان
پیرمرد و پیرزنی سال‌ها قبل سر سفره عقد اختلاف پیدا کرده‌اند و عقد را به هم زده‌اند. آن‌ها هنوز هم از یکدیگر کینه به دل دارند. راننده پیرزن و پرستار پیرمرد به یکدیگر علاقه‌مند می‌شوند و خود را فرزند دیگری می‌نامند که باعث آشتی شوند. ولی مشکل دیگری به وجود می‌آید. چون آن دو سعی می‌کنند که به هم سرکوفت بزنند؛ که «پسر تو به پرستار من» و «دختر تو به راننده من» علاقه‌مند شده‌اند. پرستار و راننده به یکدیگر می‌رسند. پیرمرد و پیرزن متوجه می‌شوند که تمام این مدت در اشتباه بوده‌اند.

## بازیگران
- محمدعلی فردین
- ژاله سام
- صادق بهرامی
- عصمت صفوی
- داریوش اسدزاده
- عباس ناظری نیک
- روح اله مفیدی